# Shikimori n'est pas juste mignonne
Shikimori n'est pas juste mignonne (可愛いだけじゃない式守さん, Kawaii dake ja nai Shikimori-san) est une série de manga par Keigo Maki. Elle est sérialisée sur le site et l'application Magazine Pocket de Kōdansha depuis février 2019. La série s'est terminée en février 2023. La version française est éditée par Meian depuis janvier 2022.
Une adaptation en anime par le studio Doga Kobo est diffusée entre avril et juillet 2022.

## Synopsis
Izumi est un garçon malchanceux et Shikimori est sa petite amie attentionnée. Quand elle vient en aide à son compagnon, Shikimori se transforme en la plus cool des lycéennes.

## Personnages
Shikimori (式守)  / Shikimori-san
Voix japonaise : Saori Ōnishi 
Une douce lycéenne et la petite amie d'Izumi. Quand Izumi a des ennuis, sa personnalité se transforme en celle d'une idol cool avec des yeux brillants et perçants que tout le monde admire. Elle a d'excellents réflexes et sauve régulièrement Izumi de situations dangereuses. Ses amis l'appellent Mimi (みっちょん, Mitchon) et les parents d'Izumi l'appellent Mi-chan (みーちゃん, Mi ̄-chan).  Elle a les cheveux rose clair et est une bonne élève, ayant terminé 11e de sa classe. Elle est athlétique et excelle surtout quand Izumi l'encourage. Elle est parfois sensible, surtout quand Izumi admire d'autres filles. Elle a quelques faiblesses telles que la cuisine et le chant. Shikimori était très timide avant qu'Izumi ne lui avoue ses sentiments. Elle gagne en confiance après avoir motivé Izumi à être un peu plus affirmé.
Izumi (和泉)  / Izumi-kun
Voix japonaise : Shūichirō Umeda 
Le petit ami de Shikimori, décrit comme « un enfant optimiste et amical, ayant eu une affreuse malchance toute sa vie ». Il est plutôt discret, et espère devenir plus audacieux comme Shikimori. C'est un bon élève, s'étant classé 5e de sa classe, et contrairement à Shikimori et Inuzuka, est un bon cuisinier. Son prénom est Yû.
Shu Inuzuka (犬束 秀, Inuzuka Shū)
Voix japonaise : Nobuhiko Okamoto 
Le meilleur ami d'Izumi, décrit comme « fidèle à lui-même », « aimant s'amuser, mais pas se relâcher ». Les amis de Shikimori l'appellent « Inu » (litt. « chien »).
Kyo Nekozaki (猫崎 享, Nekozaki Kyō)
Voix japonaise : Misato Matsuoka 
Elle est l'une des meilleures amies de Shikimori avec Hachimitsu. Elle est décrite comme « sportive », « vraiment extravertie, mais pouvant devenir un peu cruche » Elle fait partie de l'équipe de volley-ball avec Kamiya.
Yui Hachimitsu (八満 結, Hachimitsu Yui)
Voix japonaise : Rina Hidaka
Elle est l'une des meilleures amies de Shikimori avec Nekozaki. Elle est décrite comme paraissant sans vie, mais est observatrice. Elle est petite par rapport à ses amis, et préfère les activités d'intérieur tout comme Izumi.
Kamiya (狼谷)  / Kamiya-san
Voix japonaise : Ayaka Fukuhara
Une joueuse vedette de l'équipe de volley-ball. Elle est grande et mince, et très populaire à l'école. Elle et Izumi travaillent ensemble au comité de la bibliothèque. Elle aime Izumi mais quand elle apprend la relation entre Izumi et Shikimori, elle se sent peinée et attristée de ne pas avoir eu de relation avec Izumi. Shikimori l'aide à concilier ses sentiments.

## Productions et supports
L'œuvre fait son apparition comme un manga diffusé sur Twitter, puis est sérialisée dans Magazine Pocket depuis février 2019. L'auteur, Maki, avait déjà mis en ligne sur Twitter des illustrations de jeunes filles présentant une dualité de mignonnerie et de coolitude. Son éditeur l'encourage donc à dessiner un manga sur « des filles qui ne sont pas juste mignonnes », et c'est ainsi que naît le titre. Les personnages principaux sont déjà des amoureux au commencement de l'histoire, car ils ont auparavant été postés en privé sur Twitter et n'étaient pas destinés à être sérialisés.
Au départ, chaque chapitre compte quatre pages, en conformité avec le format imposé par Twitter, et une structure commune aux différents épisodes se dessine. Ce schéma commence par un monologue d'Izumi et se termine par un gros plan sur le « beau visage » de Shikimori. Dans une volonté de faire évoluer cette structure, différents paramètres sont progressivement ajoutés, de sorte que le nombre de pages augmente. De même, dans le premier volume, le visage de Shikimori laisse transparaître une expression meurtrière. Cette dernière est remplacée par une expression calme car cela ne correspondait pas à la vision de l'auteur.

### Manga
Écrite et illustrée par Keigo Maki, la série commence sa sérialisation sur le site et l'application Magazine Pocket de Kōdansha en février 2019. La série s'est terminée en février 2023. Vingt volumes tankōbon sont parus au 7 avril 2023.
La version française est éditée par Meian depuis le 12 janvier 2022.

#### Liste des volumes
| no | Japonais         | Japonais          | Français        | Français          |
| no | Date de sortie   | ISBN              | Date de sortie  | ISBN              |
| -- | ---------------- | ----------------- | --------------- | ----------------- |
| 1  | 7 juin 2019      | 978-4-06-516223-1 | 12 janvier 2022 | 978-2-38275-145-9 |
| 2  | 9 septembre 2019 | 978-4-06-516891-2 | 12 janvier 2022 | 978-2-38275-146-6 |
| 3  | 9 décembre 2019  | 978-4-06-518339-7 | 10 juin 2022    | 978-2-38275-147-3 |
| 4  | 9 mars 2020      | 978-4-06-518777-7 | 10 juin 2022    | 978-2-38275-148-0 |
| 5  | 9 juin 2020      | 978-4-06-519740-0 | 26 octobre 2022 | 978-2-38275-149-7 |
| 6  | 9 octobre 2020   | 978-4-06-521020-8 | 26 octobre 2022 | 978-2-38275-150-3 |
| 7  | 8 janvier 2021   | 978-4-06-522032-0 | 27 janvier 2023 | 978-2-38275-403-0 |
| 8  | 9 avril 2021     | 978-4-06-522880-7 | 27 janvier 2023 | 978-2-38275-404-7 |
| 9  | 9 juillet 2021   | 978-4-06-524019-9 | 26 octobre 2023 | 978-2-38503-073-5 |
| 10 | 8 octobre 2021   | 978-4-06-525745-6 | 26 octobre 2023 | 978-2-38503-074-2 |
| 11 | 7 janvier 2022   | 978-4-06-526594-9 | 13 juin 2025    | 978-2-38503-075-9 |
| 12 | 9 mars 2022      | 978-4-06-527271-8 | ―               |                   |
| 13 | 9 mai 2022       | 978-4-06-527850-5 | ―               |                   |
| 14 | 8 juillet 2022   | 978-4-06-528383-7 | ―               |                   |
| 15 | 7 octobre 2022   | 978-4-06-529405-5 | ―               |                   |
| 16 | 9 décembre 2022  | 978-4-06-529948-7 | ―               |                   |
| 17 | 9 février 2023   | 978-4-06-530330-6 | ―               |                   |
| 18 | 9 février 2023   | 978-4-06-530742-7 | ―               |                   |
| 19 | 7 avril 2023     | 978-4-06-531347-3 | ―               |                   |
| 20 | 7 avril 2023     | 978-4-06-531348-0 | ―               |                   |

### Anime
En janvier 2021, le compte Twitter officiel du service Magazine Pocket annonce que la série reçoit une adaptation en série télévisée d'animation produite par le studio Doga Kobo. Ryota Itoh dirige la série, avec Shōhei Yamanaka comme assistant réalisateur, Yoshimi Narita supervisant les scripts et Ai Kikuchi concevant les personnages. La diffusion commence le 10 avril 2022 sur ABC et TV Asahi,. La chanson thème d'ouverture s'intitule « Honey Jet Coaster » et est chantée par Nasuo☆, tandis que la chanson thème de fin par Yuki Nakashima se nomme « Route BLUE, ». Crunchyroll diffuse la série en dehors de l'Asie.

#### Liste des épisodes
| No  | Titre français                      | Titre japonais                                                                        | Titre japonais                                                                         | Date de 1re diffusion |
| No  | Titre français                      | Kanji                                                                                 | Rōmaji                                                                                 | Date de 1re diffusion |
| --- | ----------------------------------- | ------------------------------------------------------------------------------------- | -------------------------------------------------------------------------------------- | --------------------- |
| 1   | Ma petite amie est adorable         | 僕の彼女はとてもかわいい                                                              | Boku no kanojo wa totemo kawaii                                                        | 10 avril 2022         |
| 2   | Un tournoi sans tourments ?         | 風雲、球技大会！                                                                      | Fūun, kyūgi taikai!                                                                    | 17 avril 2022         |
| 3   | Après la pluie, le beau temps       | 不幸のち、晴れ                                                                        | Fukō nochi, hare                                                                       | 24 avril 2022         |
| 4   | Sentiments d’un jour d’été          | 立夏、それぞれの想い                                                                  | Rikka, sorezore no omoi                                                                | 1er mai 2022          |
| 5   | Une rivière et des potes !          | ウキウキ川あそび！                                                                    | Ukiuki kawa asobi!                                                                     | 8 mai 2022            |
| 6   | Feux d’artifice                     | 夏ぞ隔たる花火かな                                                                    | Natsu zo hedataru hanabi ka na                                                         | 15 mai 2022           |
| SP  | Commentaire audio                   | いっしょに見よう！TVアニメ『可愛いだけじゃない式守さん』第1話オーディオコメンタリーSP | Issho ni miyou! TV anime “Kawaii dake ja nai Shikimori-san” dai 1-wa Ōdio Komentarī SP | 22 mai 2022           |
| 7   | Le festival du lycée 1              | 文化祭Ⅰ                                                                               | Bunkasai ichi                                                                          | 29 mai 2022           |
| 8   | Le festival du lycée 2              | 文化祭Ⅱ                                                                               | Bunkasai ni                                                                            | 5 juin 2022           |
| SP2 | Commentaire audio 02                | みんなで選ぼう！TVアニメ『可愛いだけじゃない式守さん』名シーン振り返りSP              | Min'na de erabou! TV anime “Kawaii dake ja nai Shikimori-san” mei shīn furikaeri SP    | 12 juin 2022          |
| 9   | Maladresse et innocence             | 無邪気さと不器用さ                                                                    | Mujaki-sa to bukiyō-sa                                                                 | 19 juin 2022          |
| 10  | La rage de vaincre                  | 勝ちたい気持ち                                                                        | Kachitai Kimochi                                                                       | 26 juin 2022          |
| 11  | Shikimori n’est pas juste mignonne. | 可愛いだけじゃない                                                                    | Kawaii dake ja Nai                                                                     | 3 juillet 2022        |
| 12  | En plein rêve                       | 夢よりも                                                                              | Yume yori mo                                                                           | 10 juillet 2022       |

## Accueil
En octobre 2020, l'œuvre est classée manga le plus réimprimé de l'année écoulée. Elle obtient un soutien principalement sur internet et remporte la 5e place dans la catégorie des bandes dessinées web du Next Comic Award, la 8e place dans la catégorie générale du Zenkoku-sho ten'in ga eranda osusume komikku (全国書店員が選んだおすすめコミック, litt. « BD recommandées sélectionnées par le personnel de la librairie nationale »), et la 9e place pour le Tsutaya Comic Awards (en). chapitre sur le festival culturel du quatrième volume, qui est la première histoire complète, reçoit un accueil très favorable et est même classé premier dans le classement du Magazine Pocket. Le ratio garçon/fille des lecteurs est d'environ 7:3, avec une proportion relativement élevée de femmes pour une comédie romantique pour garçons. En février 2022, le tirage cumulé dépasse les 2,6 millions.